# 十四仓遗址
十四仓遗址位于天津市武清区河西务镇东、西仓村一带，是全国重点文物保护单位——大运河的在天津市的子项之一。经过2022年的大规模考古勘查，综合推断，遗址为元代河西务14座粮仓中的2座（1组）。

## 历史
十四仓是元代漕运的官办仓库。至元二十四年（1287年），元朝政府“自京畿运司分立都漕运司，于河西务置总司，分司临清”。至元二十五年（1288年），“内外分置漕司二，其外者河西务置司，领接海道运粮”。河西务由是成为管理运河漕运的和接收海运粮的管理机构。河西务设立大量仓房。十四仓即是十四组仓库，有大小2600多间库房。十四仓的繁荣历经元明清三朝。清朝康熙八年（166年），北运河水患决堤，十四仓被毁。漕运废止后，河西务随之衰落。在当代，其地已成普通农村。
1982年，对十四仓遗址进行小规模试掘。其后40年中，只进行过一次小规模调查。2007年第三次全国文物普查，确定遗址范围为50万平方米。但至2020年代，学界对遗址的认知，仅为文献记载和口头流传。遗址分布范围、构成、空间分布以及地下遗迹保存状况等均缺乏全面和系统性认识。
2021年时，国家文物局推动大运河国家文化公园项目。在此背景下，天津市文化遗产保护中心和武清区博物馆向国家文物局申报的《十四仓遗址前期调查与综合研究》项目获得批准。2022年3月，正式实施项目田野作业。这是有史以来，对十四仓遗址进行的规模最大的一次考古勘查。同年11月，项目田野作业结束，共计完成考古勘探面积66万平方米，发现以东西仓村、蔡庄村和南仓村及周边区域为重心的遗迹集中分布区3处，包括居住址、仓储、窑址等不同类型遗迹431处。并在遗址分布区内通过考古勘探发现运河故道、引河、人工水体（湖泊）、道路、沉船线索等相互关联遗存多处。调查采集元至清代各类不同质地文物标本百余件。部分出土文物由天津市文化遗产保护中心和武清区博物馆保存。2023年，《十四仓遗址前期调查与综合研究》项目通过天津市文物局组织的专家评估验收。
2022年的考古勘查中，最为特别重要的发现是在南仓村及附近区域发现保存较为完整、由闭合围墙和多座大型房址构成的元代漕仓遗迹一组。根据勘查结果，结合其他文献，综合推定，该处遗迹应为文献记载的元代河西务14座粮仓中的2座（1组）。